# Rondel Racing
Rondel Racing – istniejący w latach 1971–1973 zespół Formuły 2, założony przez Rona Dennisa i Neila Trundle'a.

## Historia
Mechanik Jacka Brabhama, Ron Dennis, na początku 1971 roku założył wraz z innym mechanikiem – Neilem Trundle'em – zespół Rondel Racing z siedzibą w Woking. Dennis wypożyczył od Rona Tauranaka dwa Brabhamy BT36 i zdołał namówić byłego mistrza świata Grahama Hilla do ścigania się w jego zespole. Rondel Racing z Hillem i Timem Schenkenem za kierownicą zadebiutował w zawodach Formuły 2 na Hockenheimringu w kwietniu 1971 roku. Hill zajął tam drugie miejsce, przegrywając z François Cevertem w Tecno. Tydzień później, w Poniedziałek Wielkanocny, Hill wygrał pierwszy wyścig dla Rondel, w Thruxton. Zespół w późniejszej części sezonu wystawił trzeci samochód, a kierowcą był dysponujący finansowym wsparciem firmy petrochemicznej Motul Bob Wollek.

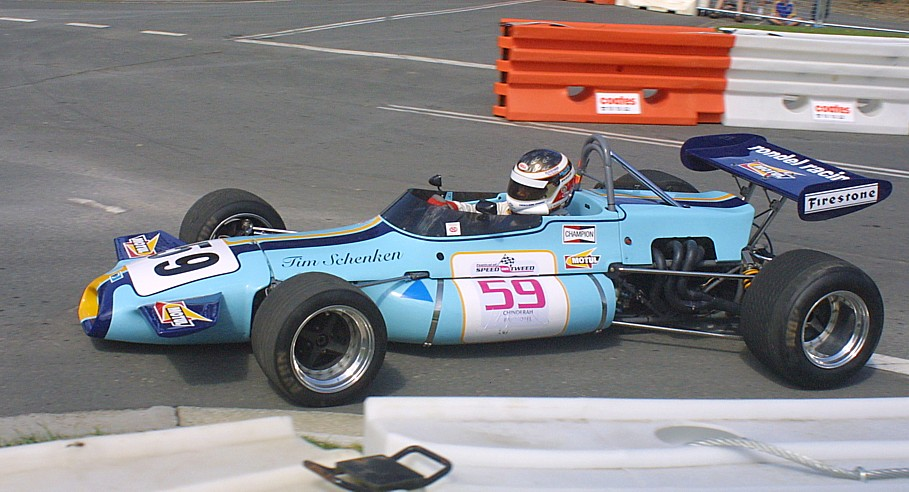
Tim Schenken w barwach Rondel Racing w Brabhamie BT36 (1971 rok)

Zimą zespół pozyskał wsparcie firmy Motul, i zorganizował nowe Brabhamy BT38. Do Wolleka dołączyli Carlos Reutemann i okazjonalnie Henri Pescarolo. Pescarolo i Schenken wygrali po jednej eliminacji.
Dennis był poważnie ranny w wypadku samochodowym, przez co ograniczył swoją rolę w zespole jedynie do zarządzania. Dennis nakłonił Raya Jessopa do zaprojektowania własnego samochodu Rondel na sezon 1973, i w efekcie na początku roku pojawił się w stawce samochód oznaczony jako Motul M1, którym Pescarolo i Schenken odnieśli zwycięstwo. Wówczas też Dennis planował wprowadzić zespół do Formuły 1.
W październiku 1973 roku rozpoczął się kryzys naftowy, na skutek którego Motul wycofał swoje wsparcie dla Rondel, który wycofał się także z Formuły 2. Gotowy samochód został sprzedany Tony'emu Vlassopoulo i Kenowi Grobowi, którzy założyli rywalizujący w Formule 1 zespół Token.